# Pipturus tooviianus
Pipturus tooviianus är en nässelväxtart som beskrevs av Florence. Pipturus tooviianus ingår i släktet Pipturus och familjen nässelväxter. Inga underarter finns listade i Catalogue of Life.